# 伊瀬幸太郎

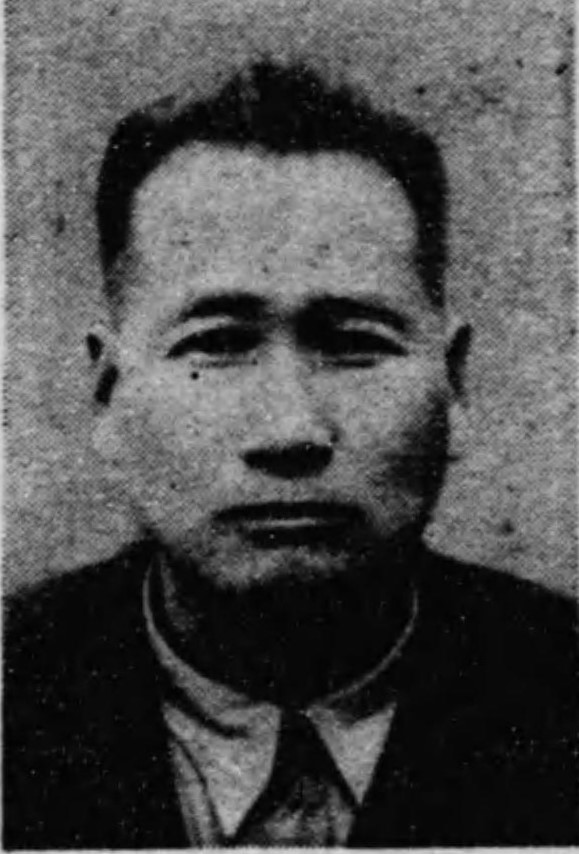
伊瀬幸太郎

伊瀬 幸太郎（伊瀨幸太郎、いせ こうたろう、1894年〈明治27年〉12月11日 - 1991年〈平成3年〉1月23日）は、大正から昭和期の農民運動家、政治家。衆議院議員（3期）。

## 経歴
奈良県葛下郡、のちの北葛城郡當麻町（現葛城市）出身。農業を営む。磐城村会議員に選出された。
農民運動に加わり、日本農民組合奈良県連会長、同中央委員、労働農民党奈良県支部連合会書記長、日本労農党奈良県連会長などを務めた。戦後、奈良県労働委員、同農地委員、奈良県指導農業協同組合連合会長、全国農民組合中央常任委員、奈良県農業会議々長などを務めた。
1946年（昭和21年）4月の第22回衆議院議員総選挙で奈良県全県区から日本社会党公認で立候補して落選。1947年（昭和22年）4月の第23回総選挙で奈良県全県区から立候補して初当選。第24回、第25回総選挙では連続して落選。1953年（昭和28年）4月の第26回総選挙で再選され、次の第27回総選挙でも当選し、衆議院議員に通算3期在任した。この間、社会党奈良県連会長、同党協同組合政策委員長、同農村政策委員長などを務めた。その後、第29回総選挙まで連続2回立候補したがいずれも落選した。
1966年（昭和41年）4月の春の叙勲で勲三等に叙され、旭日中綬章を受章する。
1991年（平成3年）1月23日、死去した。96歳没。同月29日、特旨を以て位記を追賜され、死没日付をもって正五位に叙された。

## 家族
- 妻・伊瀬静枝（1912-?）‐旧姓伊藤。当麻村農場経営者・伊藤直人の次女。八代高女中退後賀川豊彦のもとでキリスト教の洗礼を受け、1932年に幸太郎と結婚[10]。
- 長男・伊瀬敏郎（1924-2005）‐奈良学園創立者。奈良県立畝傍中学校、旧制松山高等学校を経て1947年に東京帝国大学経済学部を卒業、衆議院農林専門調査員、日本社会党代議士秘書を経て1950年に帰郷、翌年奈良県議会議員に当選、1955年に辞職し1957年に高田瓦斯株式会社設立、1964年に奈良学園の前身・中和学園理事長就任、翌年奈良文化女子短期大学と付属高等学校を開学した[11][12][13]。
- 孫・伊瀬敏史（1957-）‐敏郎の長男。奈良学園理事長（2018-）、大阪大学名誉教授。[12][14][15]
- 孫・伊瀬哲也‐敏郎の二男。奈良学園元理事長（2004-2007）。関西科学大学の文部科学省への開学申請書類で虚偽記載が見つかり、理事長を引責辞任した[16][17]。